# Dzs
A dzs a magyar ábécé nyolcadik betűje; az egyetlen háromjegyű betűnk. Önálló betűként a kiejtése [d͡ʒeː]. Ezt a betűt a [d͡ʒ] és a [dːʒ] posztalveoláris, zöngés affrikáta jelölésére használjuk.

## Előfordulása és a vonatkozó helyesírási tudnivalók
Szó belsejében és végén a legtöbb esetben hosszan ejtett hangot jelöl: bridzs, dodzsem, hodzsa, lodzsa, maharadzsa, menedzser/menedzsel, rádzsa, tádzsik, jóllehet írásban nem kettőződik meg. Az imidzs szó végén ugyanakkor röviden hangzik.
Röviden ejtett hangot jelöl olyankor, ha másik mássalhangzó mellett áll (pl. bandzsa, bendzsó, findzsa, halandzsa(’zik), lándzsa, lemberdzsek, mandzsetta, menedzsment, nindzsa), valamint – magánhangzók között – az alábbiakban: fridzsider, büdzsé, gádzsó, gudzsaráti, tinédzser.
Röviden ejtett hangot jelöl továbbá minden esetben, amikor szó elején fordul elő: dzsámi, dzseki, dzsem, dzsembori, dzsentri, dzsessz(-esít/-zenekar), dzsida(’s), dzsigg, dzsigoló, dzsihád, dzsinn, dzsip, dzsiudzsicu (vagy dzsúdzsicu), dzsogging, dzsóker, dzsömper, dzsörzé, dzsúdó, dzsungel, dzsunka, dzsúsz, dzsuva. (A gentleman, a gin, illetve a disc-jockey szavakat viszont idegen írásmód szerint írjuk.)
Az ismertebb földrajzi nevek közül az alábbiakban fordul elő: (az országnevek közül) Azerbajdzsán, Dzsibuti, Fidzsi-szigetek, Kambodzsa, Tádzsikisztán, továbbá Dzsungária, Dzsajpur, Kilimandzsáró, Kudzsiri-havasok, Mandzsúria. Indonézia fővárosának nevében nem írjuk át: Jakarta (ejtsd: dzsakarta).
Egyéb idegen eredetű tulajdonnevekben (többek közt): Dzsenifer, Dzsesszika, Dzsószer, Dzsingisz, Dzsaváharlál.

### Elválasztása
A dzs többjegyű betű, nem pedig betűkapcsolat, ezért a szavak elválasztásakor nem válhat ketté (tehát mahara-dzsa, nem pedig *maharad-zsa). Nem tévesztendők össze az olyan szavak, ahol a dzs karaktersor nem a dzs betűt, hanem a d + zs betűkapcsolatot jelzi, szóösszetétel elemeinek határán. Az ilyen esetekben lehet d és a zs közötti elválasztás (pl. hód-zsír).

### Kettőzött változata
A dzs kettőzött változata, a ddzs, morfémahatáron fordul elő (pl. briddzsel = ’a bridzs nevű játékkal’). Elválasztáskor az ilyen kettőzött alak dzs-dzs alakra bomlik (bridzs-dzsel).

## Története
A dzs által jelölt hang az ősmagyar korban már használt hangzó volt, de a kor végére eltűnt, és gy-vé alakult. Egyedül két nyelvjárásban, az őrvidékiben és a csángóban maradt meg eredeti formájában (pl.: gyerek, ejtsd: dzserek). Ezután két hullámban került vissza a nyelvbe. A 16. századi oszmán hódítások miatt rengeteg török jövevényszó került át a magyarba, ekkor honosodott meg újra (pl.: lándzsa, findzsa). Később a 20. és a 21. század folyamán egyes angol szavak beépülésével nőtt jelentősen az ilyen szavak száma (pl. dzsem, dzsungel).
A székely–magyar rovásírásban a dzs rovásváltozata is létezik.